# Transwijk
Transwijk is een buurt in de wijk 'Zuidwest' in Utrecht, de hoofdstad van de Nederlandse provincie Utrecht. De buurt wordt omgrensd door het Merwedekanaal, Amsterdam-Rijnkanaal, Aziëlaan, de Beneluxlaan en de Weg der Verenigde Naties. In deze wijk bevindt zich een van de grootste stadsparken van Utrecht, Park Transwijk.
Administratief gezien bestaat Transwijk uit de buurten Transwijk-Noord en -Zuid, de Merwedekanaalzône (te onderscheiden van het Bedrijventerrein Kanaleneiland-Zuid) waarin zich tot 2021 de Utrechtse tippelzone bevond. Het gebied wordt anno 2024 ontwikkeld tot nieuwe woonwijk. Eén van de eerste wooncomplexen is het appartementencomplex City Campus MAX.

## Naam
De naam Transwijk komt van een boerderij die tot halverwege jaren 1950 aan de Wethouder Diemontlaan stond. Voorheen was dit de Galecopperdijk, maar na de aanleg van het Amsterdam-Rijnkanaal werd het gedeelte vanaf hotel Den Hommel tot aan het kanaal omgedoopt in wethouder Diemontlaan (naar een wethouder van de toenmalige gemeente Oudenrijn waartoe het grondgebied behoorde tot het in 1954 werd geannexeerd door Utrecht). Op de hekpalen van de boerderij van de familie De Wit stond de tekst: Trans - Weik.
Bewoners geven er soms de voorkeur aan te zeggen dat zij op het Kanaleneiland wonen. Met een ingang aan de Livingstonelaan in de buurt Kanaleneiland staat een 'Flat Transwijk', aan de achterzijde grenzend aan de Beneluxlaan en uitkijkend over Park Transwijk. Aan de Aziëlaan staat een flat 'D'Hooghe Trans, eveneens in de buurt Kanaleneiland.
Dichterswijk · Kanaleneiland · Rivierenwijk · Transwijk · Westraven